# Northern California Coast
Northern California Coast er et nordcalifornisk kystområde, der ligger lige nord for San Francisco og består af en barsk kystlinje med hård brænding, høje fyrreskove med sequoia-fyr samt brusende floder, grønne bakker og frodige vinmarker. De verdensberømte vindistrikter Mendocino, Lake County, Sonoma, Napa og Carneros ligger i det Nordcaliforniens kystområde.